# Antennuloniscus simplex
Antennuloniscus simplex är en kräftdjursart som beskrevs av Roger J. Lincoln 1985. Antennuloniscus simplex ingår i släktet Antennuloniscus och familjen Haploniscidae. Inga underarter finns listade i Catalogue of Life.